# Elista
Elista (russo:  Элиста; IPA: [əˈlʲistə] ou [əlʲɪˈsta]; em calmuco: Elst) é a capital da Republica da Calmúquia, uma divisão federal da Federação Russa. A região começou a ser povoada ainda na Idade Média e tornou-se capital em 1935. Sua população é de 103.749 habitantes.
O ano de 1865 é considerado como a data de fundação da cidade e, em 1930, Elista obtêm o status de cidade. Em agosto de 1942, durante a Grande Guerra Patriótica, Elista seria ocupada pelas tropas alemãs. O Exército Vermelho liberta a cidade; mas, a partir de 1944, a população calmuque foi deportada para a Sibéria, no Cazaquistão e na Ásia Central por acusações de Josef Stalin de colaborar com os nazistas. Somente em 1957, os calmuques puderam retornar.
Entre 1944 e 1957 a cidade de Elista foi chamada de Stepnoi.

A cidade possui uma arquitetura oriental e tem como um de seus monumentos a "cidade do xadrez", que abrigou a Olimpíada de xadrez de 1998.

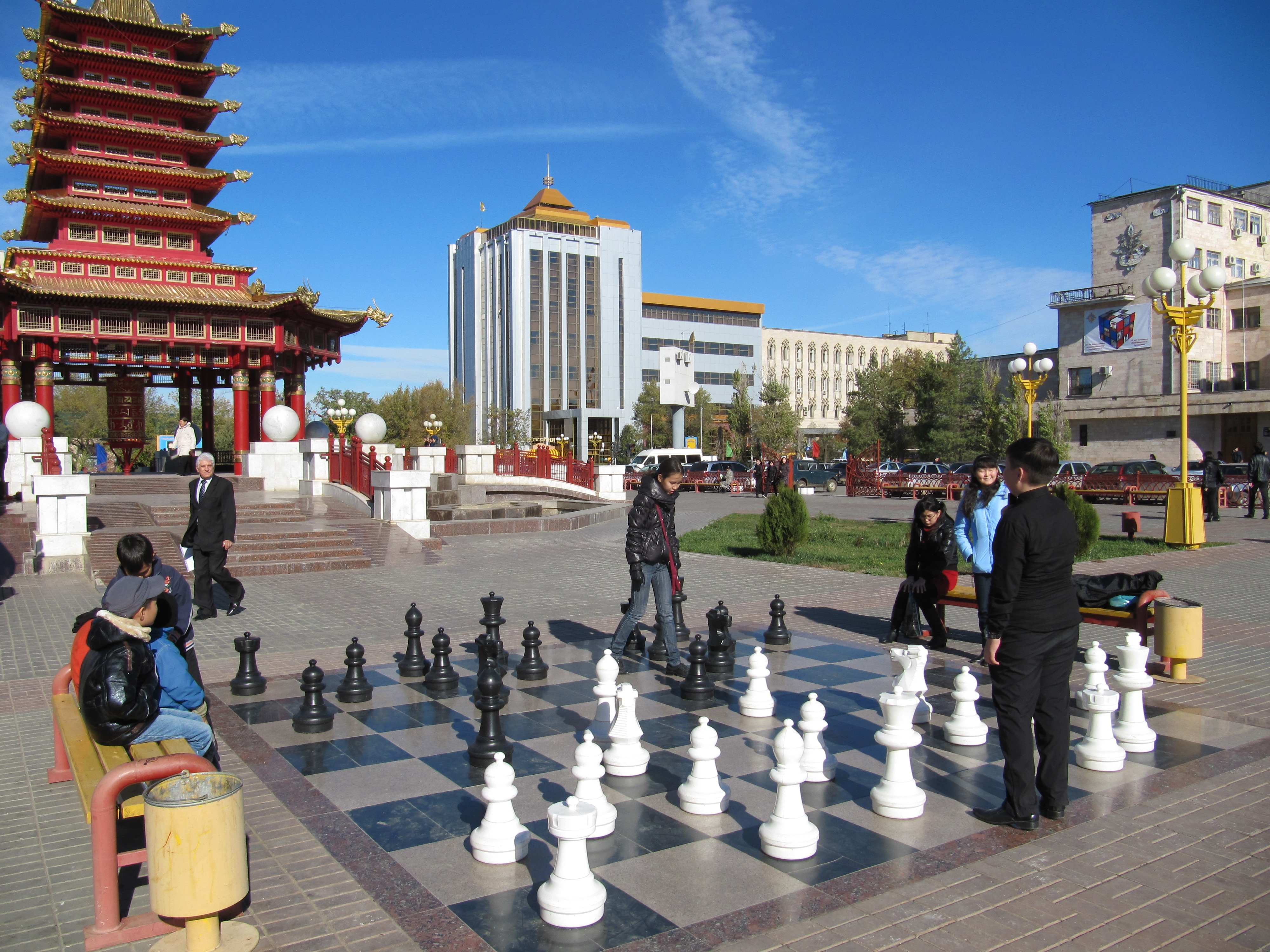
Tabuleiro público de xadrez no centro da cidade.

## Geminações
- Ulan-Ude, Buriácia, Rússia[3]
- Ulan Bator, Mongólia[4]
- Lassa, Região Autónoma do Tibete, República Popular da China[5]